# Oldenburg (Oldb)
Oldenburg (alnémet (Niederdeutsch) nyelvjárásban: Ollnborg, fríz nyelven: Ooldenbuurich) független város Németországban, Alsó-Szászországban. Hivatalos neve Oldenburg (Oldb) az „Oldenburg in Oldenburg” rövidítéseként, hogy megkülönböztessék Oldenburg in Holstein településtől.
A város a Hunte és Haaren folyóknál helyezkedik el Bréma és Groningen között. Népessége 157 706 fő (2011). A város az Oldenburg-ház eredetének a helye. A Német Birodalom bukása (1918) előtt ez volt Oldenburg uralkodóinak az adminisztrációs központja és lakhelye is egyben.

## Története
A települést a 9. században alapították. A helyet először Aldenburg néven 1108-ban Elimarral kapcsolatban említették meg, aki Oldenburg első grófja volt 1101-1108-ig.  A város nagy jelentőségre tett szert, mivel a hajózható Hunte folyó gázlójánál helyezkedett el. A vár körül létrejött települést 1270-ben falakkal erősítették meg, majd a 13. században ettől északra kezdték építeni az új városrészt.
Oldenburg lett a fővárosa az Oldenburgi Grófságnak, egy kis államnak a sokkal erősebb Hanza-állam, Bréma árnyékában.
1773-ig a dán királyi udvar fennhatósága alá tartozott, dán helytartó kormányozta. A 17. században, Oldenburg egy gazdag város volt, habár abban az időben háború és zűrzavar dúlt a városban, valamint a lakosság és a város befolyása is jelentősen nőtt. 1667-ben, a várost katasztrofális  pestisjárvány sújtotta , és nem sokkal azután, egy tűzvész elpusztította Oldenburgot. A dán királyok, akik szintén Oldenburg ban éltek abban az időben, nem nagyon érdekelte a porig égése és ezzel mind a város, mind a dán királyok elveszítették jelentőségüket Oldenburgban-ban. 1773-ban a dán uralom is véget ért.
1945-ben, a második világháború után, Oldenburg brit megszállás alatt volt.

## Gazdaság ésinfrastruktúra

### Forgalom

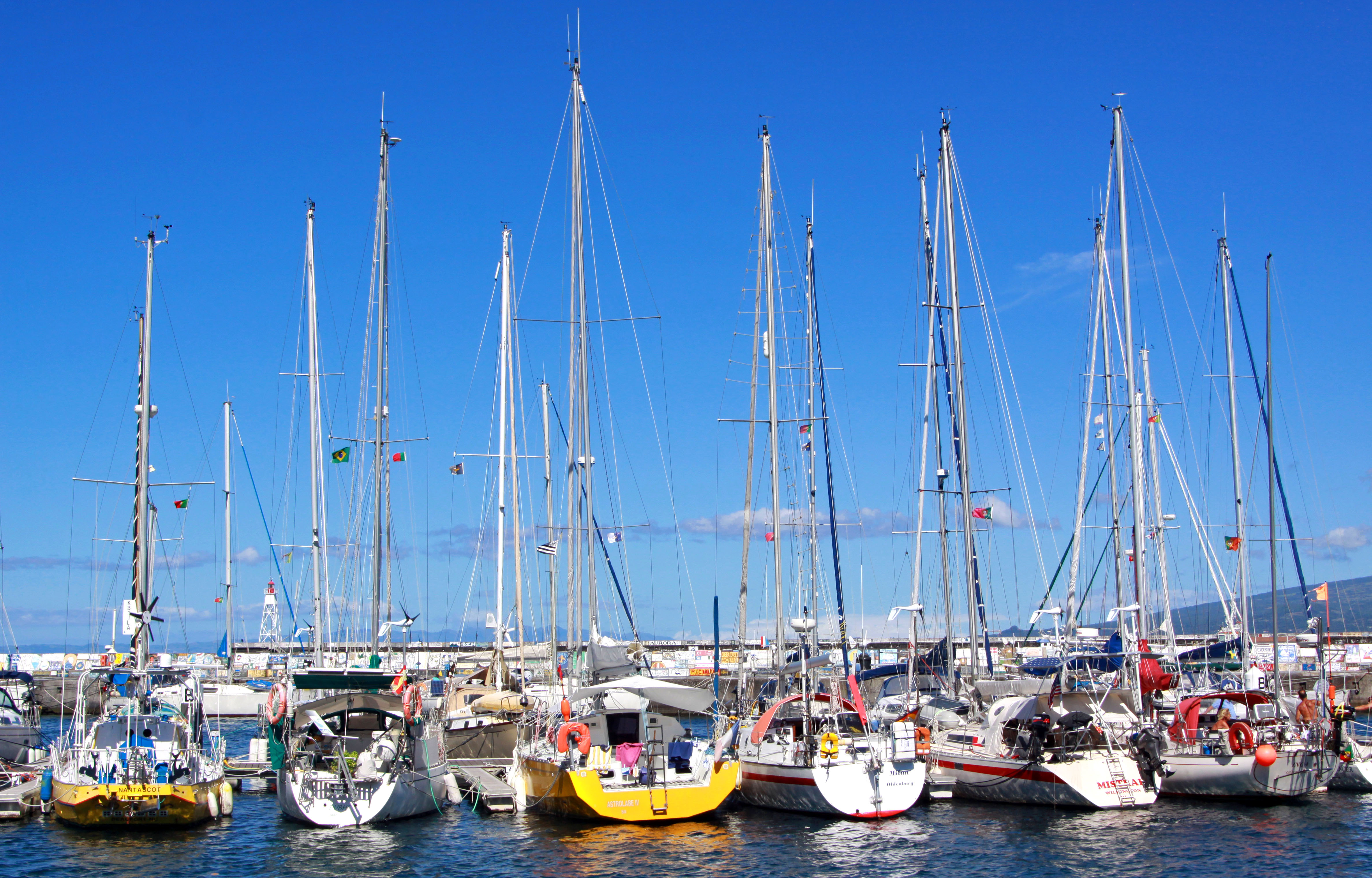
A vitorlás kikötő

A város központja körül gyűrűs autópálya van, amelynek az A28-as, A29-es és A293-as autópálya a neve. Emiatt, Oldenburg összekapcsolódik az országos autópályák szövetségi hálózatával, valamint a nemzetközi (E-közúti) hálózattal is (németül: Europastraßen).
Oldenburgi Központi pályaudvar, az Oldenburg (Oldb) Hauptbahnhof, metszi a vasútvonalat Norddeich Mole-Leer-Oldenburg, Bréma és Wilhelmshaven-Oldenburg-Osnabrück között, az Intercity szállítja az utasait Berlinbe, Lipcsébe és Drezdába és az InterCityExpress szállít utast Frankfurt és München városába.
Oldenburg mintegy fél óra autóútra a Brémai főpályaudvar. Egyéb nemzetközi repülőterek a közelben a Hamburg Hauptbahnhof és a Hannover Hauptbahnhof repülőtér.
Oldenburg érintkezik a Küstenkanal csatornával, amely egy hajó csatorna, amely összeköti az Ems és a Weser folyókat. 1,6 millió tonna árut szállítanak itt át évente, ez a legfontosabb, nem tengerparti kikötő Alsó-Szászországban.
Kerékpárok nagyon fontos szerepet játszanak a személyszállításban.

### Mezőgazdaság
A várost övező termékeny talaj következtében Oldenburg fejlődését hosszú ideig a mezőgazdaság határozta meg.  A városban különböző mezőgazdasági és élelmiszeripari intézmények jöttek létre.
A város körül a nagy mezőgazdasági területek mintegy 80%-a gyep.
Jelentősebb feladatok: állatállomány tenyésztése, főként tejelő tehén és egyéb legeltetett állatok, növények, mint például a gabona az élelmiszer-és takarmány, valamint a spárga, kukorica és a kelkáposzta.

### Ipar
Ipari fejlődése a 19. században kezdődött. Fontosabb iparágai közé tartozik a motorgyártás, a telefongyártás, továbbá a textil- és bútoripar.

## Kulturális élet

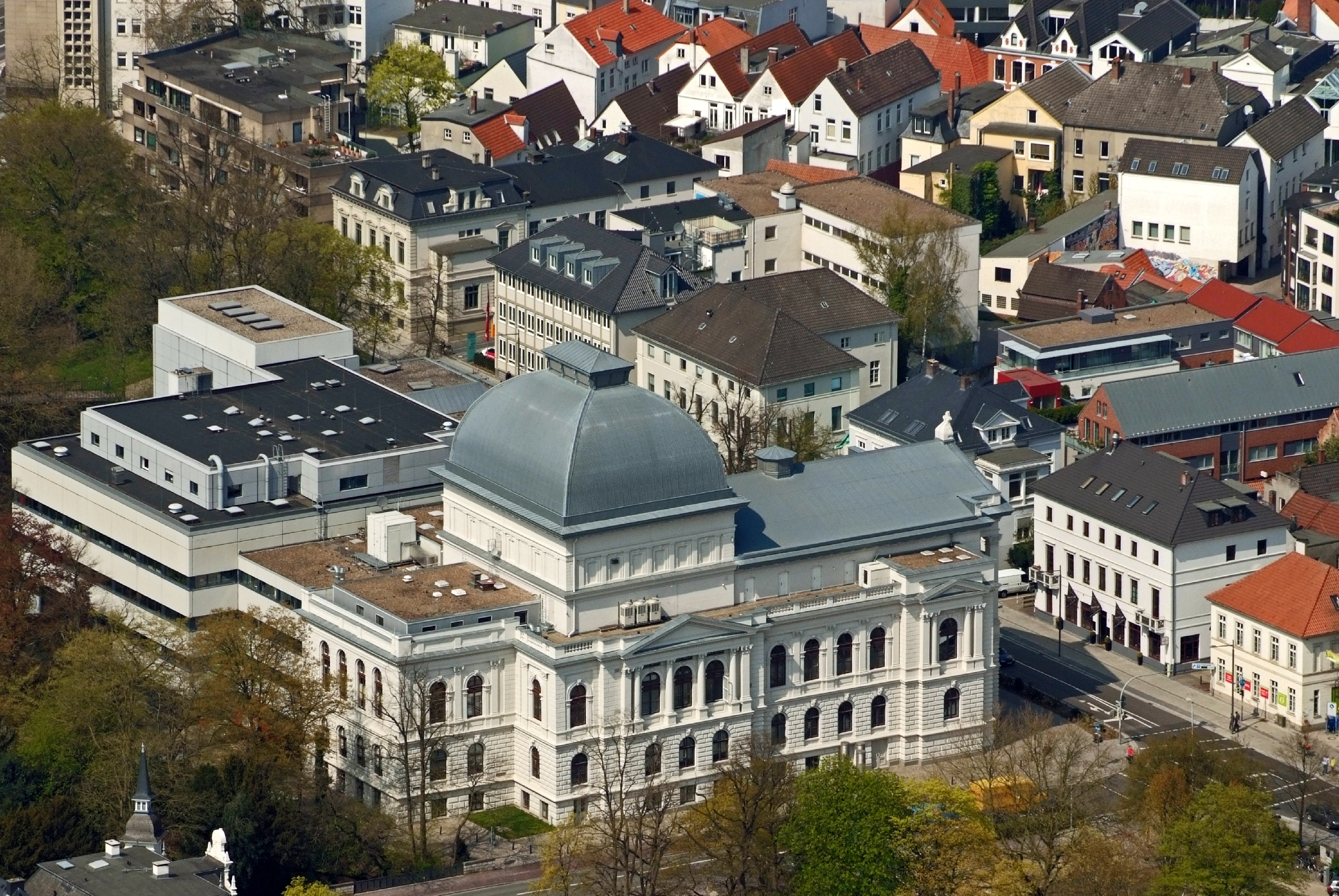
Állami Színház

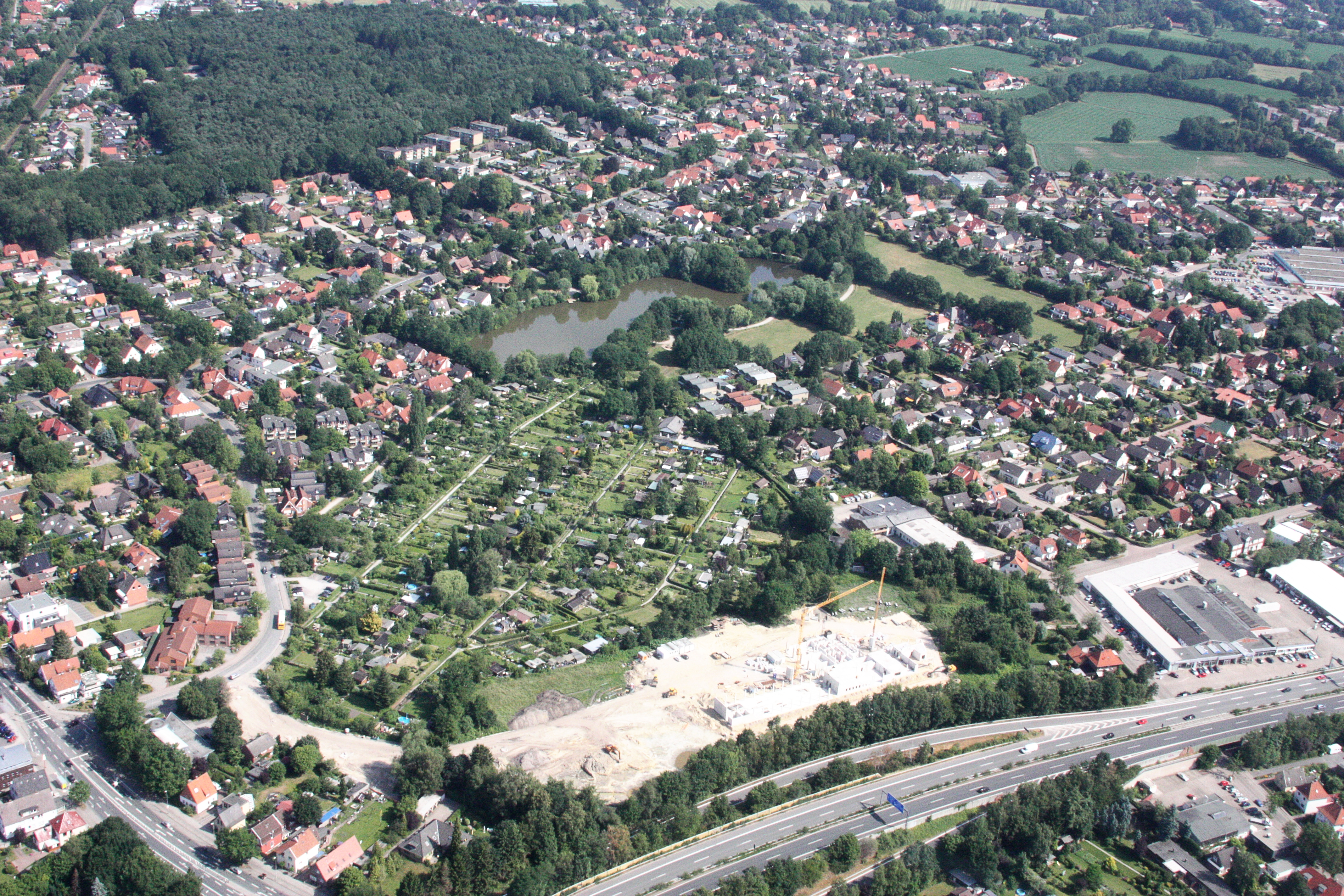
A város látképe légifelvételről

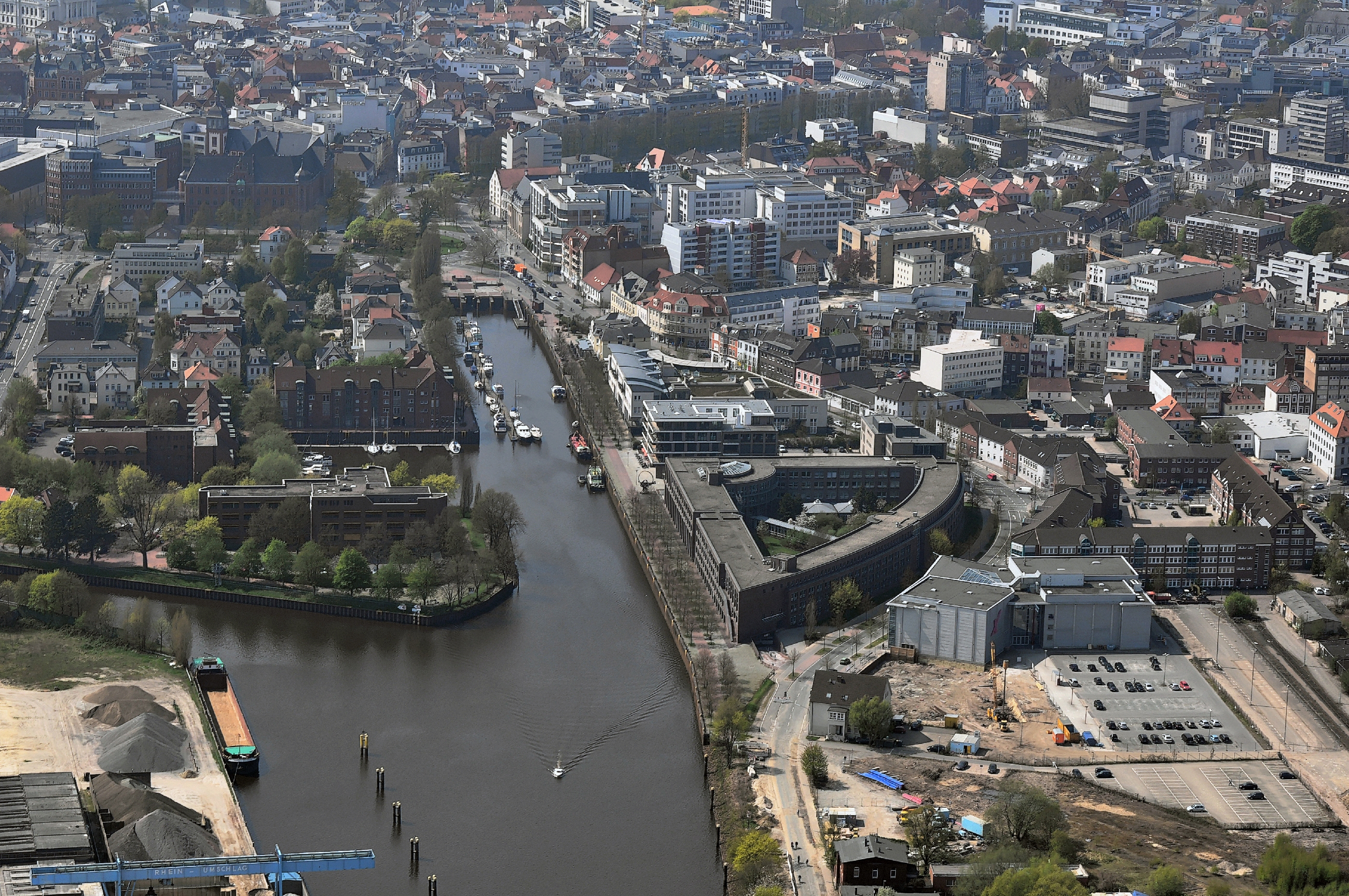
Oldenburg, kikötő részlet

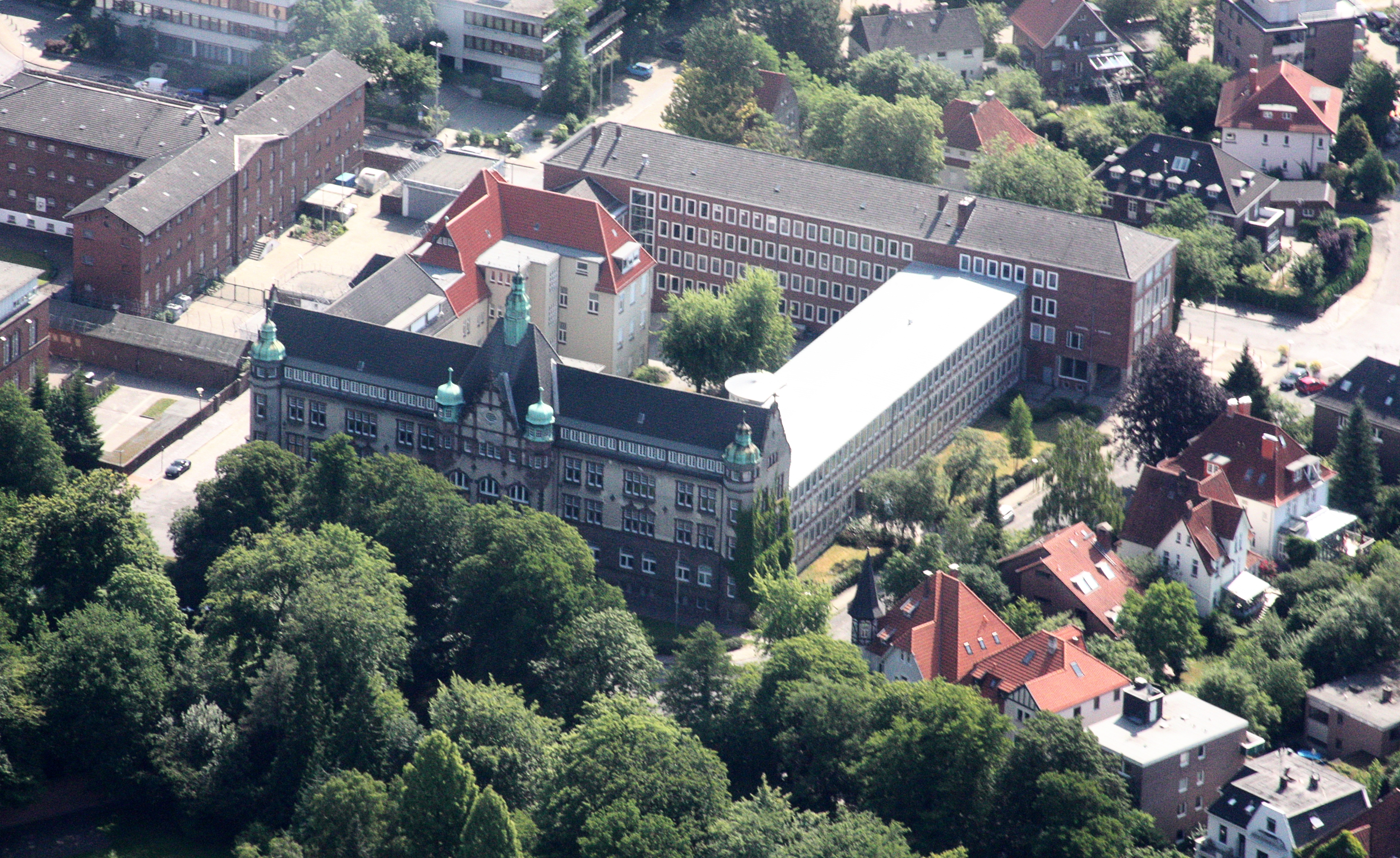
Oldenburg

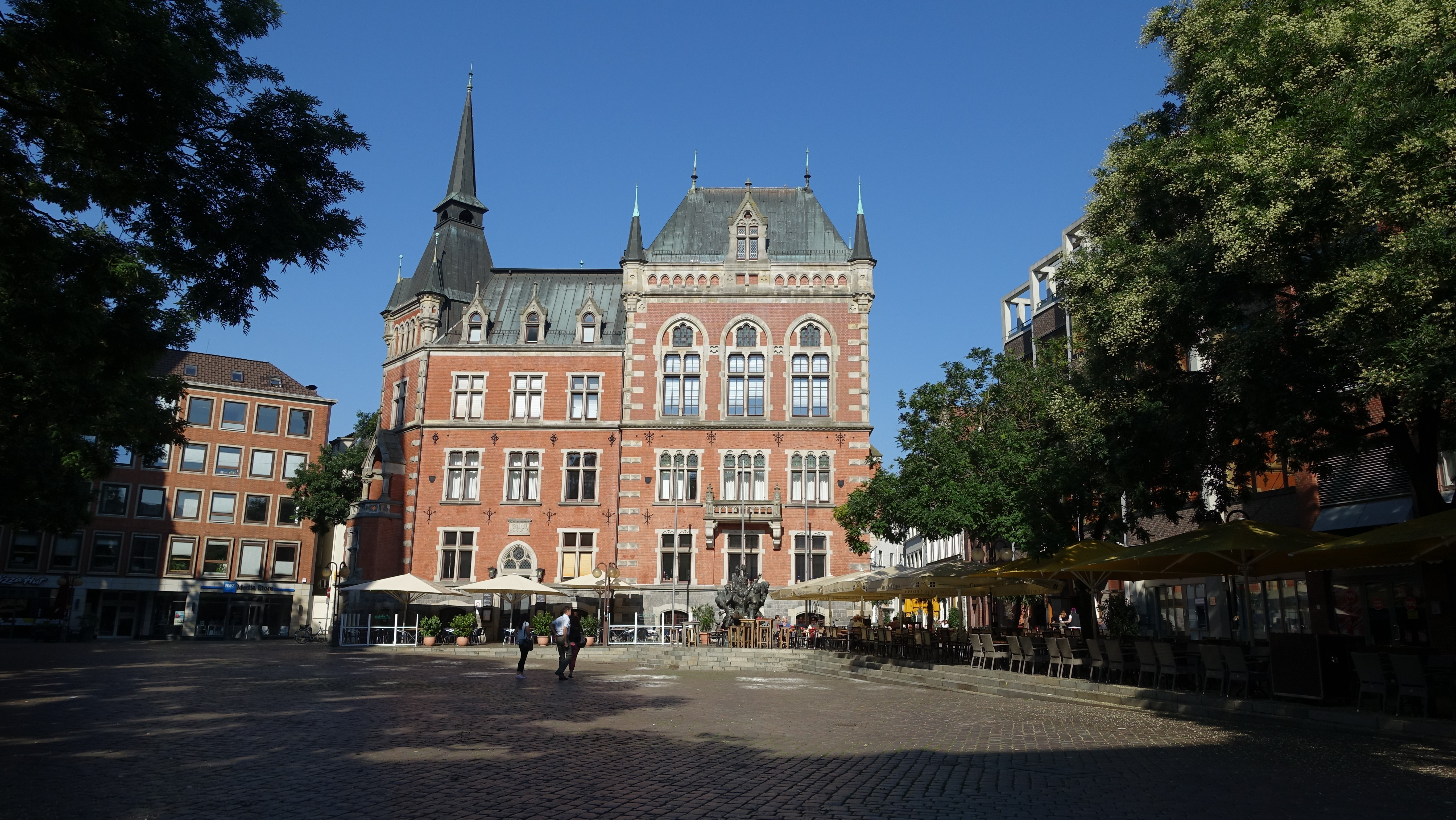
Városháza (Rathaus)

- Kultursommer (nyári kulturális időszak), sok ingyenes zenei és egyéb kulturális rendezvényekből áll, a város központjában a nyári üdülési szezon alatt, júliusban.
- Stadtfest a három napos fesztivál, a város központjában augusztustól szeptemberig foglalja magában a gasztronómiai kínálatát és a rock-és popzenei előadások különböző résztvevőit.
- Oldenburg Nemzetközi Filmfesztivál, magántulajdonban szervezett filmfesztivál szeptemberben, a lényege, hogy független filmek és a filmesek alkossák meg új remek műveiket. A fesztivál finanszírozását az állami támogatások és magán szponzorálás bevételéből fizetik.
- Kramermarkt, a Vidámpark, a Weser-Ems Halle folyó körül tíz napig tartó vidámság, amely szeptemberben végén kezdődik és október elejéig tart. A hagyomány az éves Volksfestre nyúlik vissza, a 17. században, amikor a Kramermarkt volt a piaci események végi szüret.
- 'Oldenburger Kinder- und Jugendbuchmesse (Kibum), kiállítás, új német nyelvű gyermek- és ifjúsági irodalom, 11 napig zajlik novemberben. A nem kereskedelmi vásárt a városi önkormányzat alkotta meg együttműködve a nyilvános könyvtárral és az egyetemi könyvtárral.

## Látnivalók
- Kastély (Schloss) – Az épület többféle stílusa több építési szakaszról tanúskodik. Az 1604-beli alapépítményt 1778-ban, majd negyedszázaddal később újra bővítették. 1899-ben pedig színházépülettel egészítették ki.
- Kastélykert (Schlossgarten)- A városnak és környékének párás klímája kedvez az itt élő tulipánfáknak és rododendronoknak
- Alapítványi templom (Stiftskirsche St. Lamberti)

## Nevezetességek

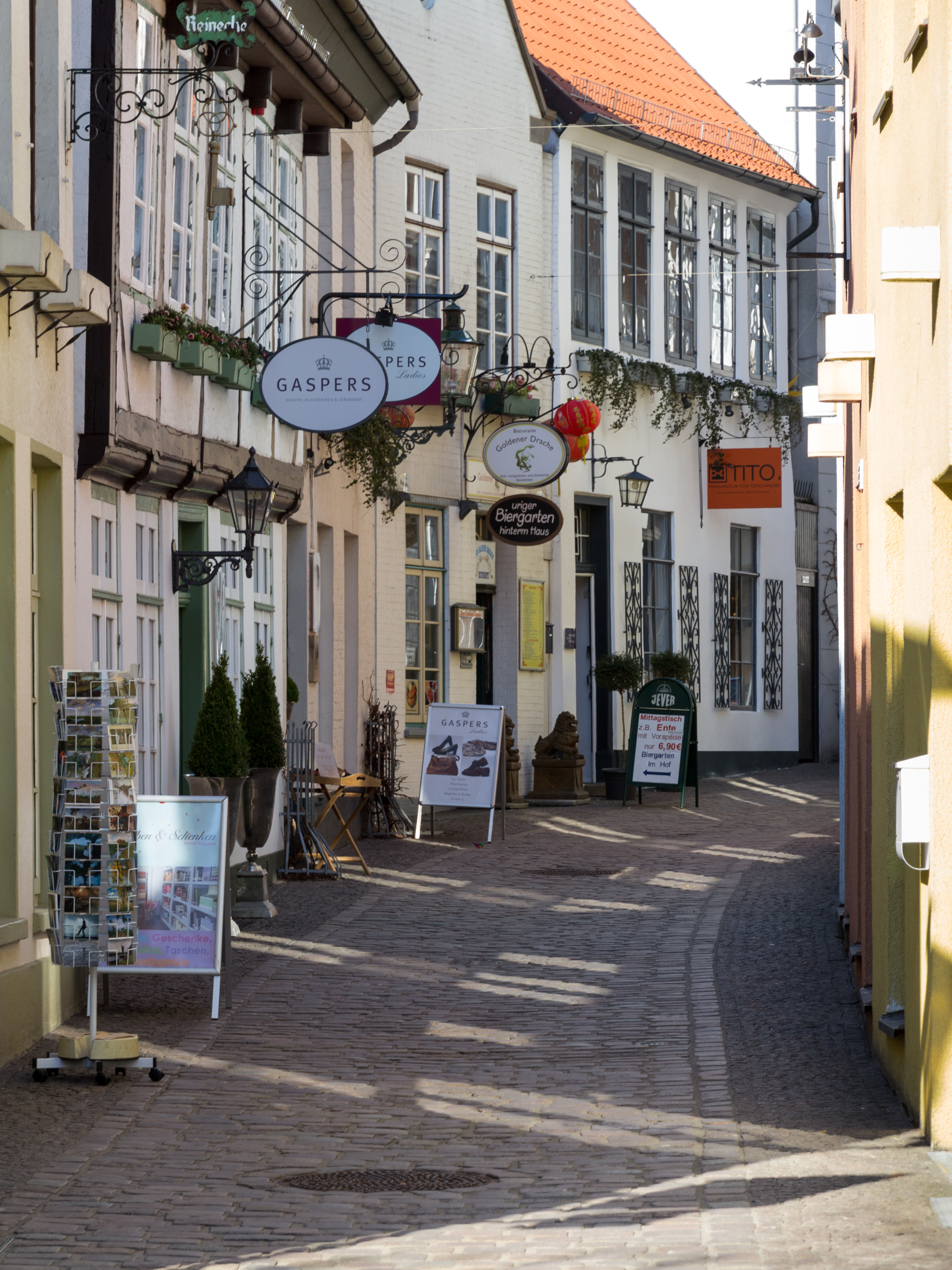
Bergstrassze

- Oldenburg Állami Színház, legrégebbi színháza Oldenburgban, 1833-ban nyitotta meg kapuit.
- Oldenburgi kastély, belváros, 1918-ig rezidenciája monarchikus uralkodóinak, akik Oldenburgban éltek, ma múzeum. A nyilvános park, a Schlosspark, is a közelben van.
- Weser-Ems Halle, kiállítási és kongresszusi központ szabadtéri vásár területén található, a Oldenburg Donnerschwee.
- Kis EWE Arena, a 4000 férőhelyes sport-és rendezvénycsarnok, közelében található a főpályaudvar, ez 2005-ben nyílt.
- EWE Baskets Oldenburg kosárlabdaklubé ez az aréna.
- Nagy EWE Arena, a 6852 férőhelyes sport-és rendezvénycsarnok, közelében található a főpályaudvar, 2013-ban nyitotta meg kapuit, ez szintén az EWE Baskets Oldenburg kosárlabda klub arénája.
- Oldenburgi Botanikus Kert, nyilvános botanikus kert, amely saját fenntartású egyetem is.

## Média

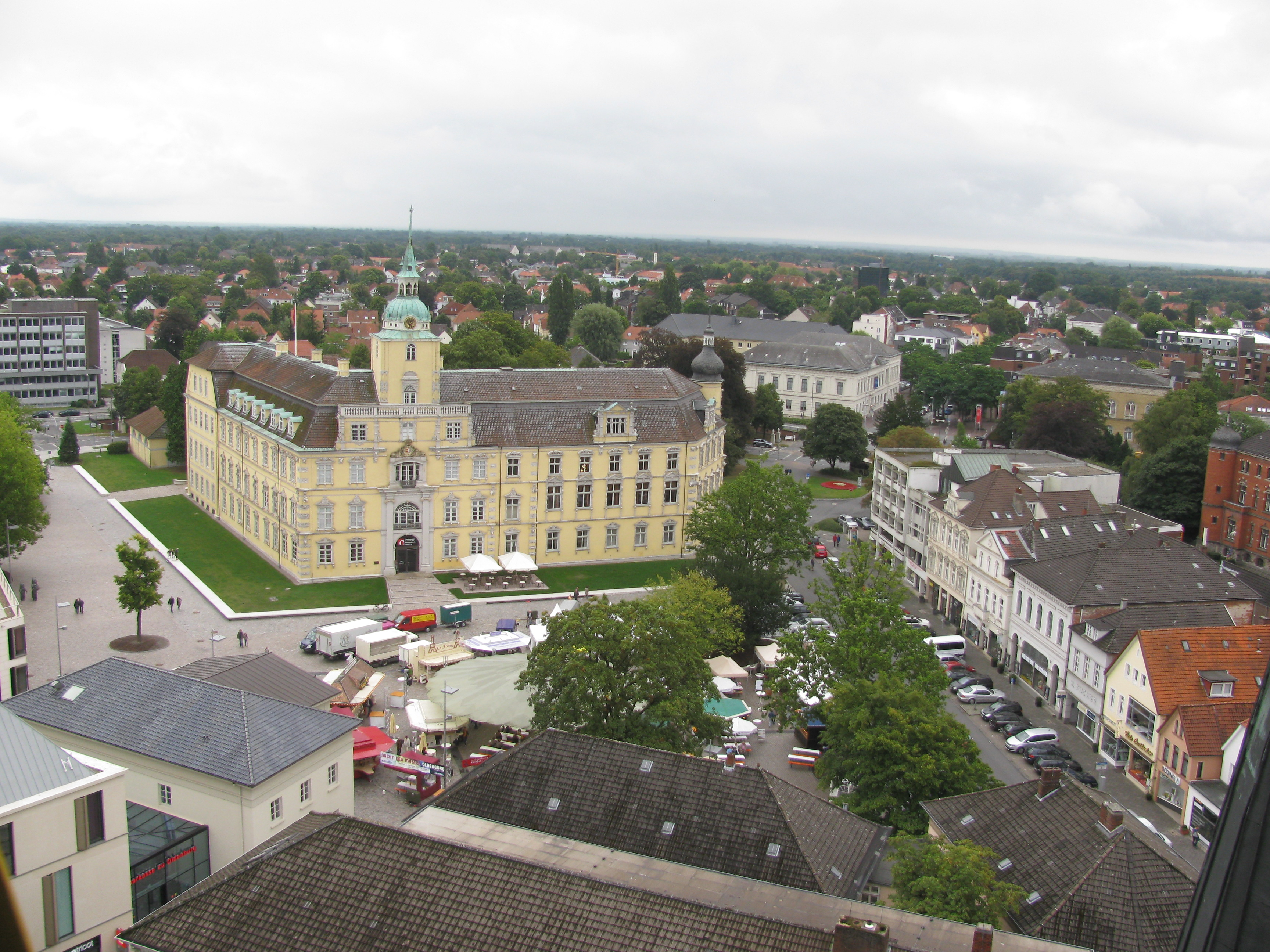
Oldenburg kastély, részlet

### Print
Nordwest-Zeitung nevű oldenburgi-alapú napilap biztosítja a helyi kiadványokat a szomszédos megyéknek, Alsó-Szászországban. Ingyenes hetilapokat szállítanak a háztartásoknak, főként hirdetéseket. A Diabolo ingyenes heti városi magazin. MOX ingyenes kétheti eseményeket tudató magazin (ugyanattól a kiadótól, mint a Diabolo) Alhambra-Zeitung kéthavonta megjelenő baloldali, antifasiszta magazin az Oldenburger Stachel, a helyi alternatív magazin (megszűnt, hiszen sokan olvasták, viszont az ingyen újság nem hozott semmi bevételt, így csődbe ment).

### Rádió és televízió
Oldenburg Eins közszolgálati, nem kereskedelmi hozzáférhetőséggel rendelkező kábel TV és rádió (hiszen az adás online is élőben nézhető). Norddeutscher Rundfunk (NDR), az állami televízió és rádió műsorszolgáltató (részben az ARD), fenntartja a regionális stúdiót Oldenburgban. Radio Bremen, az állami televízió és rádió szervező, (részben az ARD hálózat) sugározza a híreket az északnyugati régióban, beleértve Oldenburgot is. Radio FFN, kereskedelmi rádiós műsorszolgáltató, sugározása a regionális stúdiókban található, a NWZ épületben.

## Oktatás

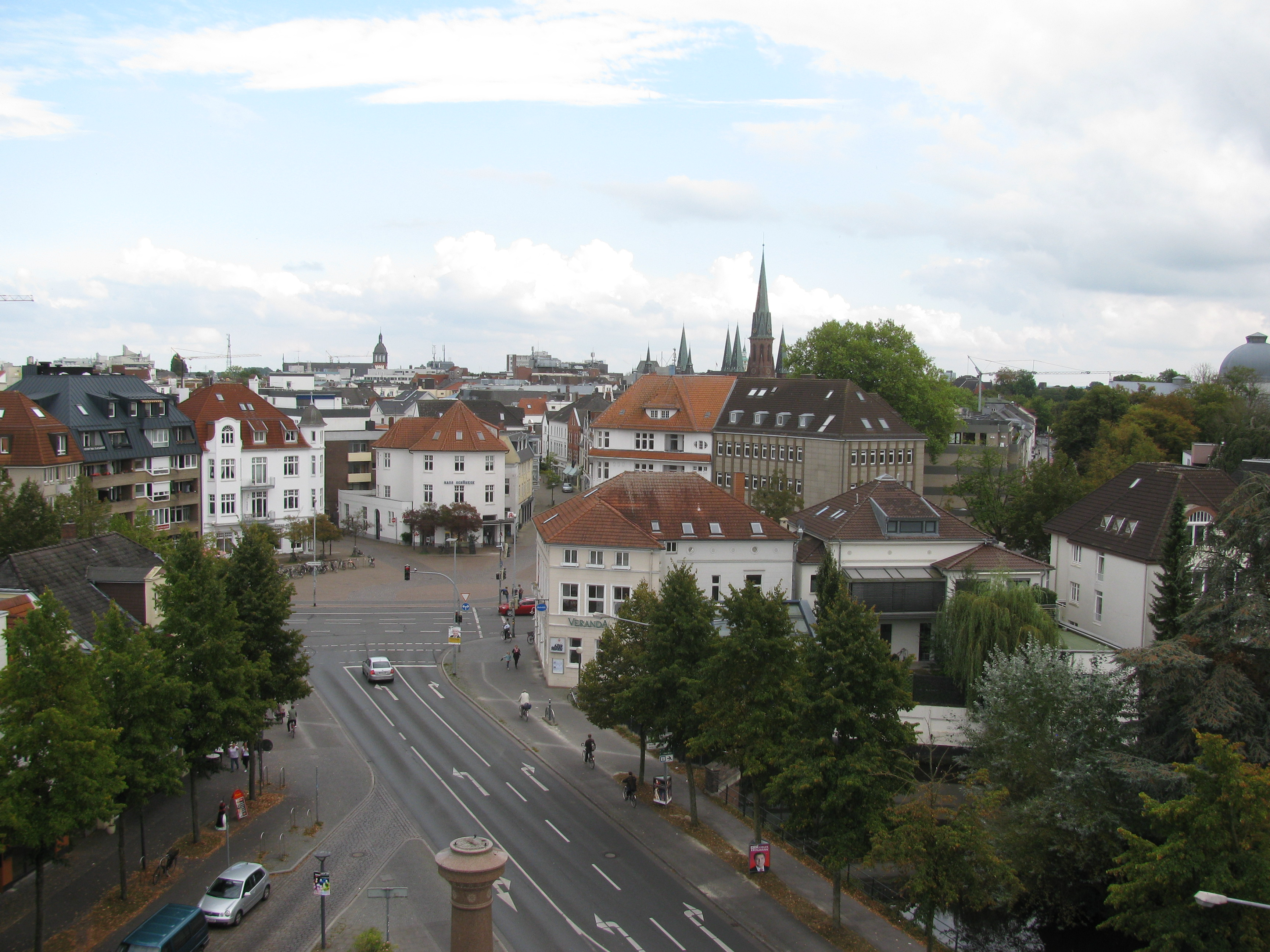
Oldenburg, Julius-Mosen-Platz

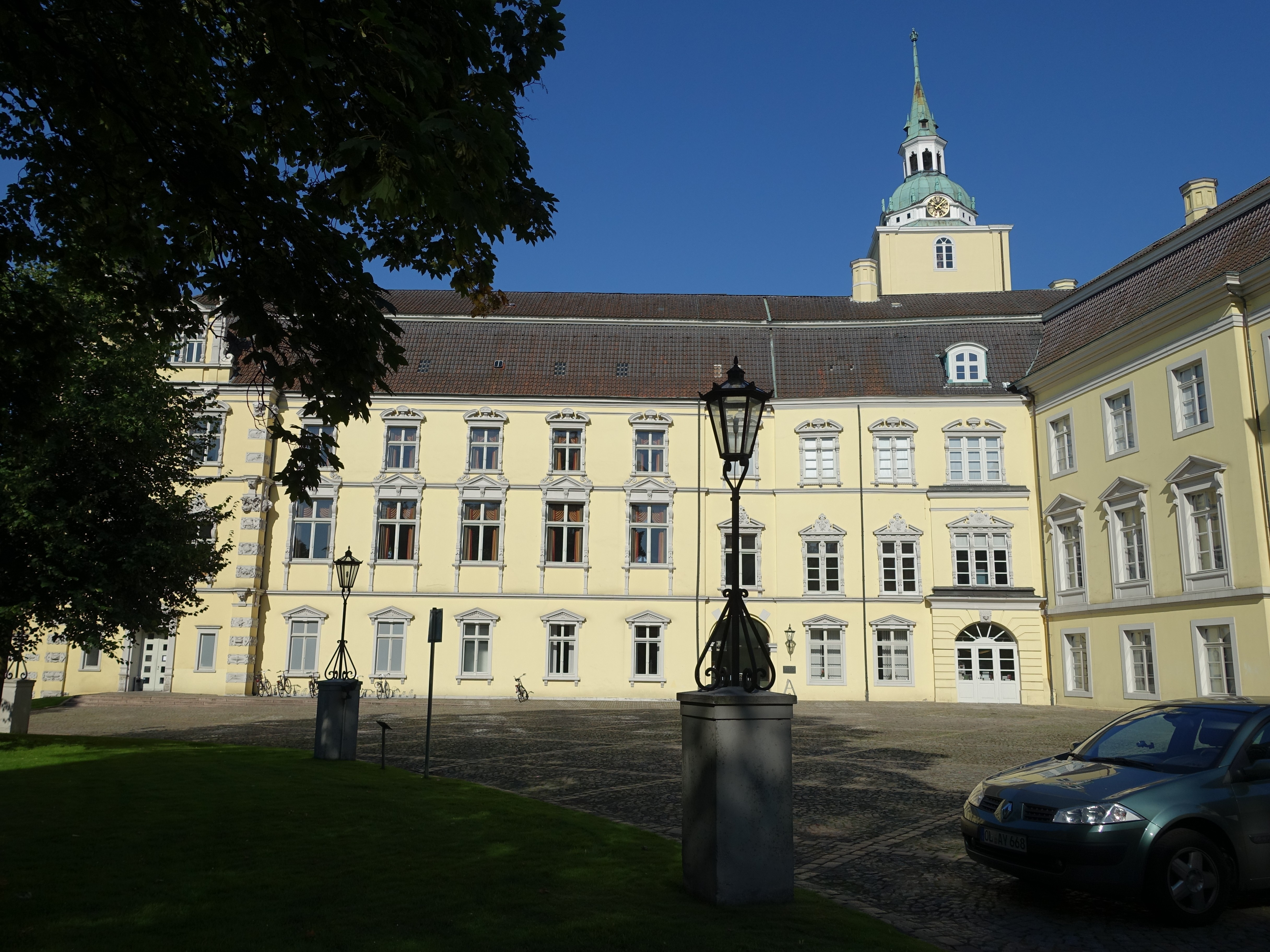
Oldenburg kastély részlete

### Felsőoktatás
Két jelentősebb állami egyetem található Oldenburgban: A Carl von Ossietzky Egyetem Oldenburgban alakult 1973-ban a korábbi főiskolai tanárképzőből, és a Pädagogische Hochschule Oldenburg, amelynek története 1793-ba nyúlik vissza. Ezt az egyetemet hivatalosan Carl von Ossietzkynek is nevezték 1991-ben. Az új Általános Orvostudományi Kar és az Egészségtudományi Kar 2012-ben jött létre. Oldenburg már korábban építési és műszaki képzést kezdett oktatni 1882-től. 2000-től, a Fachhochschule része volt több átszervezések, amelyekben több UAS (Fachhochschule) északnyugati régió is részt vett. Újraindítására Jade-Hochschule néven került sor 2009-ben (korábban: Fachhochschule Oldenburg / Ostfriesland / Wilhelmshaven). A Jade-Hochschule már tartalmazta ezt az ágazatot három városban egyszerre: Oldenburg, Elsfleth és Wilhelmshaven. Jelenleg mintegy 2000 diák tanulja ezt a szakmát Oldenburgban (a Elsfleth viszont főiskolai diplomát, tanfolyamokat a tengeri tudományról, a nemzetközi logisztikai és kikötői menedzsment diplomát is kínál. Wilhelmshaven csak mérnöki tanfolyamokat, üzleti menedzsmentet, és a média menedzsmentet tanít.
Magánkézben lévő felsőoktatási intézmények :
2004 óta a Berufsakademie Oldenburg, főiskolai szövetkezeti oktatása kínál B.Sc. végzettséget az üzleti informatika felett. A kettős rendszerű kurzus ötvözi a gyakorlati szakképzést és az egyik helyi partner cég tudományos tanulmányokból, bemutatókból álló projektét. A Private Fachhochschule für Wirtschaft und Technik, egy regionális főiskolai szövetkezeti oktatás, amely főiskolai diplomát kínál villamosmérnöki és mechatronikai szakokra egyaránt.

### Alap-és középfokú oktatás
Legjelentősebb iskolák
- Gymnasium Graf-Anton-Guenther School
- Wirtschaftsgymnasium Oldenburg
- Cäcilienschule Oldenburg
- Liebfrauenschule Oldenburg
- Herbartgymnasium Oldenburg
- Altes Gymnasium Oldenburg
- Neues Gymnasium Oldenburg
- Gymnasium Eversten
- IGS Flötenteich
- Helene Lange Schule Oldenburg (IGS)
- Realschule Hochheider Weg
- Real- und Hauptschule Osternburg
- Realschule Ofenerdiek
- Kath. Grundschule Lerigauweg

## Itt születtek, itt éltek
- Karl Jaspers pszichiáter és filozófus – itt született 1883-ban.

## Galéria

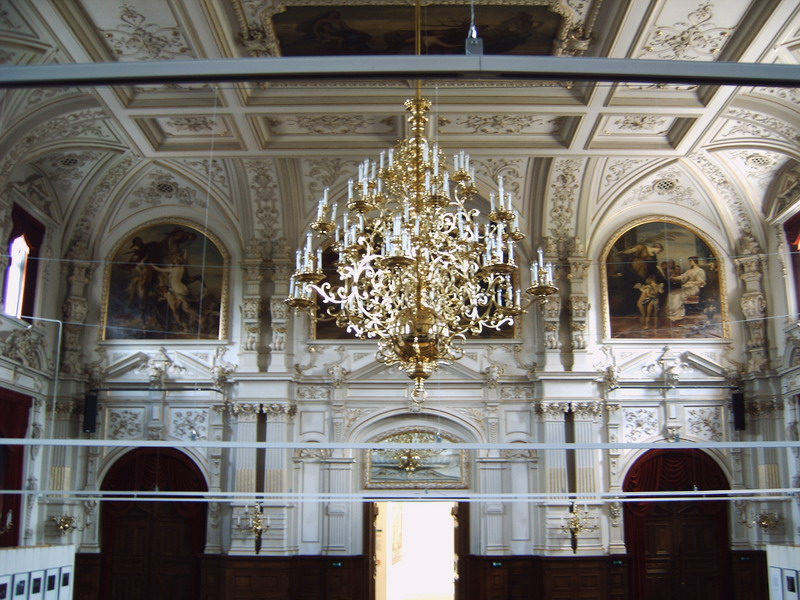
Kastély,  Festsaal
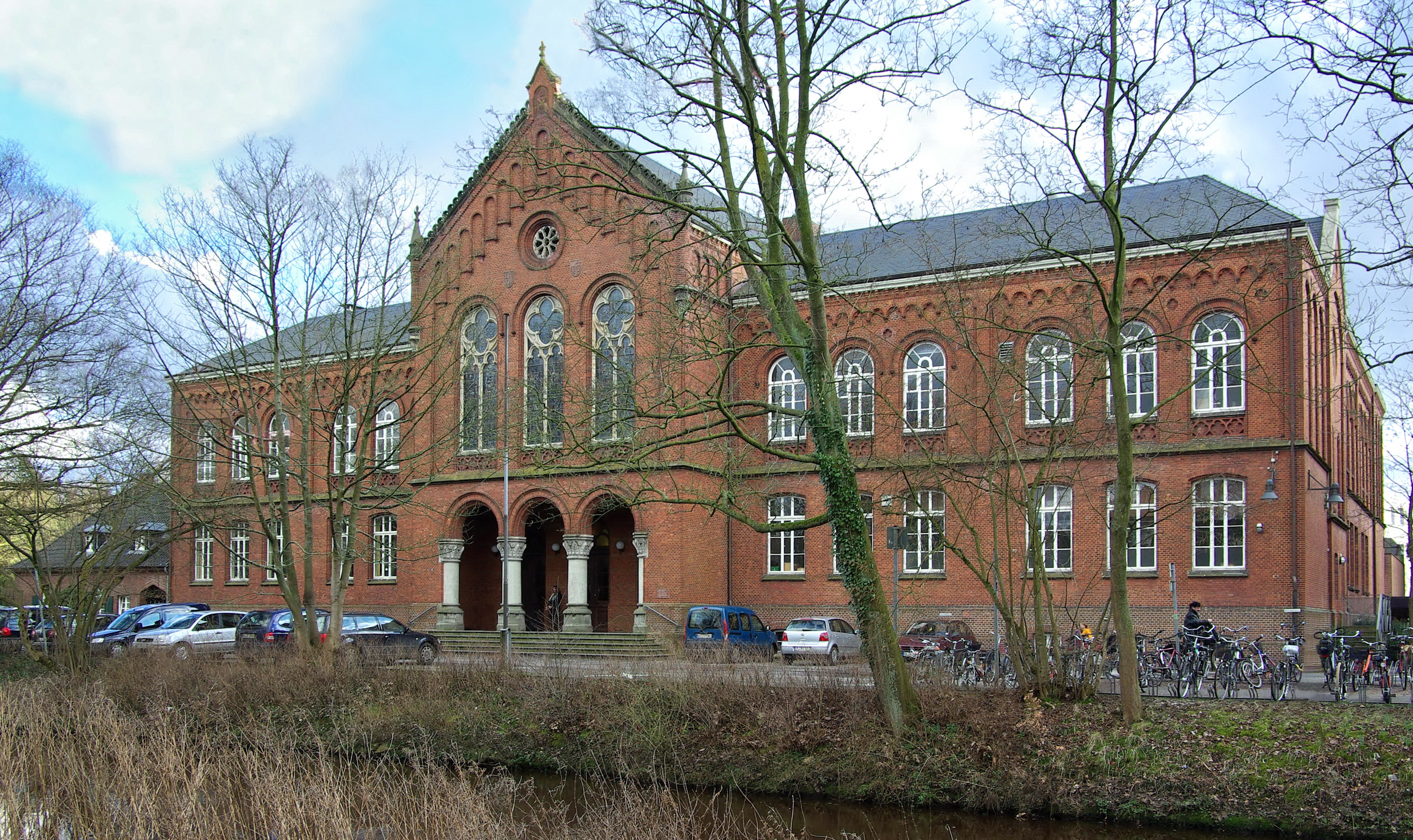
Gimnázium
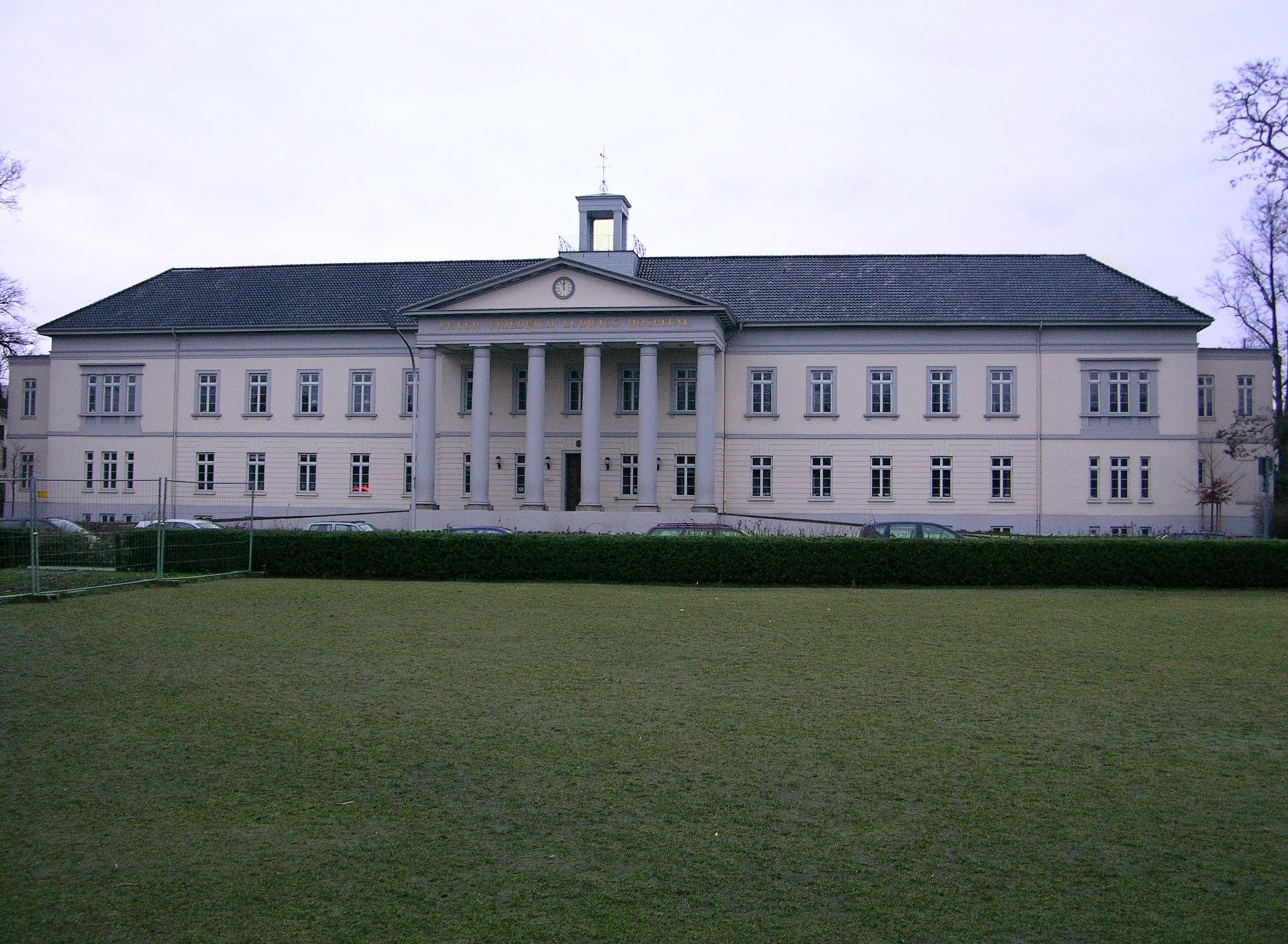
Kórház
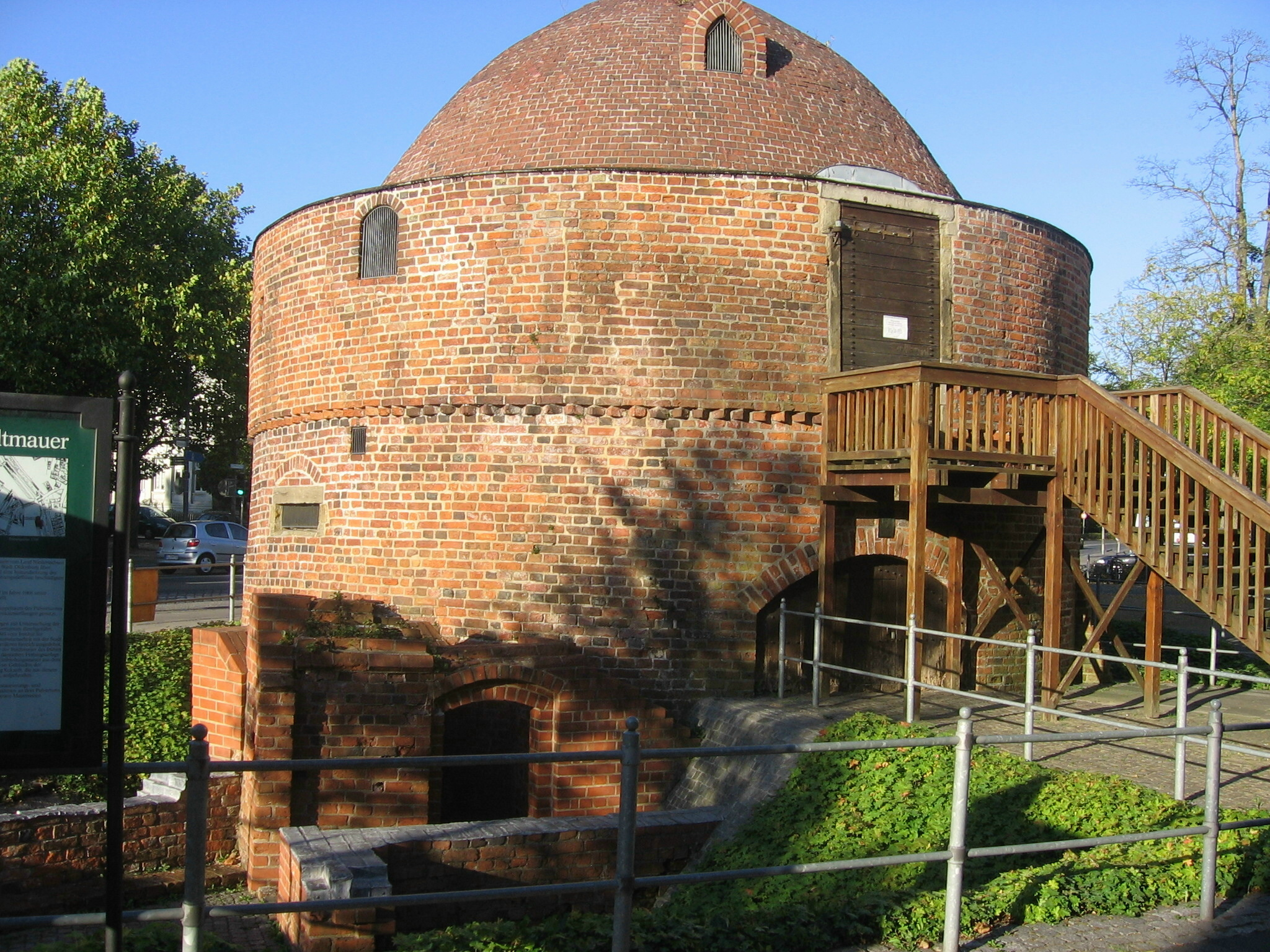
Pulverturm
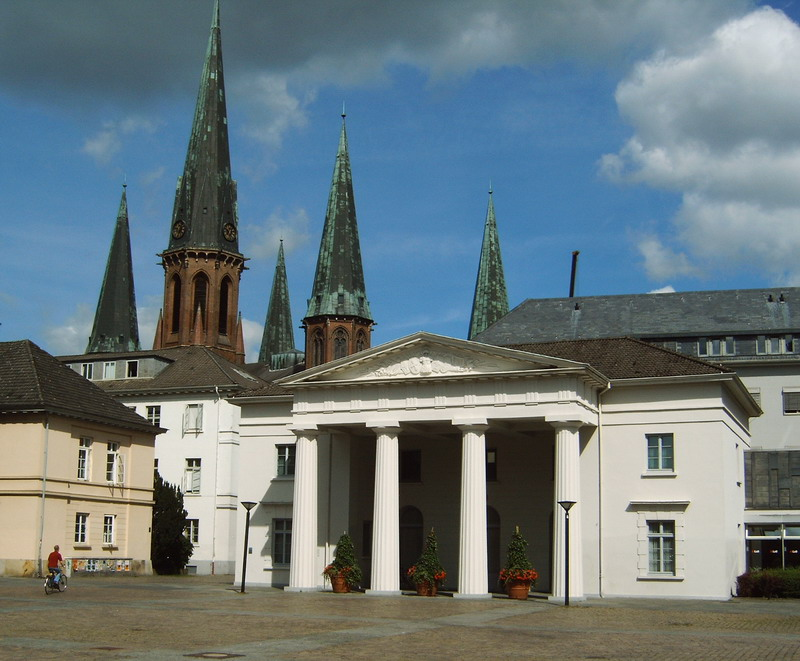
Lambertikirche

## Demográfia
Oldenburg népességváltozása 1502-2011
| Év   | Népesség   |
| ---- | ---------- |
| 1502 | 4,300 fő   |
| 1667 | 5,000 fő   |
| 1702 | 6,959 fő   |
| 1769 | 6,278 fő   |
| 1816 | 6,567 fő   |
| 1828 | 6,800 fő   |
| 1837 | 9,280 fő   |
| 1855 | 11,370 fő  |
| 1871 | 13,928 fő  |
| 2011 | 157,706 fő |

A település népessége az elmúlt években az alábbi módon változott:
| Lakosok száma | 130 852 | 143 131 | 154 832 | 157 706 | 159 610 | 161 438 | 165 711 | 168 210 | 170 389 | 174 629 |
|               | 1970    | 1990    | 2000    | 2011    | 2013    | 2014    | 2016    | 2019    | 2021    | 2023    |

### Egyéb
Az Oldenburg ága az alsó-szászországi rendőrség akadémia (Polizeiakademie Alsó-Szászország) fenntartja tanulmány létesítmény Oldenburg felkészítés a karrier magasabb középfokú vagy magasabb szintű rendőrség.

## Testvérvárosai
- DEN: Høje-Taastrup, alapítva 1978
- FRA: Cholet, alapítva 1985
- NED: Groningen, alapítva 1989
- RUS: Mahacskala, Dagesztán, alapítva 1989
- : Mecklenburg-Elő-Pomeránia: Rügen alapítva 1990
- ISR: Mateh Asher, alapítva 1996
- ENG: Kingston upon Thames kerület, alapítva 2010

## Fordítás
- Ez a szócikk részben vagy egészben  az   oldenburg című angol Wikipédia-szócikk fordításán alapul.  Az eredeti cikk szerkesztőit annak laptörténete sorolja fel. Ez a jelzés csupán a megfogalmazás eredetét és a szerzői jogokat jelzi, nem szolgál a cikkben szereplő információk forrásmegjelöléseként.